# Silk Road – Gebieter des Darknets
Silk Road – Gebieter des Darknets (Originaltitel: Silk Road) ist ein US-amerikanischer Thriller aus dem Jahr 2021. Regie führte Tiller Russell, der auch das Drehbuch schrieb. Die Hauptrollen übernahmen Jason Clarke und Nick Robinson.

## Handlung
Der College-Absolvent Ross Ulbricht richtet einen Online-Shop mit Namen „Silk Road“ im Darknet ein, in dem unter anderem auch mit Drogen gehandelt wird. Die IP-Adressen der Nutzer werden verschlüsselt, Zahlungen erfolgen per Bitcoin.
Der nach einem drogenbedingten Aufenthalt in der Psychiatrie als unzuverlässig eingestufte DEA-Agent Rick Bowden soll die letzten Monate bis zur Pensionierung an einem Schreibtisch in der Abteilung Internetkriminalität absitzen. Aufgrund seines fortgeschrittenen Alters, seiner altmodischen Ermittlungsmethoden und seiner völligen Unkenntnis der Internetwelt bleibt er in der neuen Cybercrime-Abteilung völlig isoliert.
Bowden wird durch Zufall auf „Silk Road“ aufmerksam und beginnt auf eigene Faust zu ermitteln, doch seine erfolgreiche Arbeit wird von seinen Vorgesetzten ignoriert. Als die berufliche Anerkennung ausbleibt, kann der mit familiären Geldsorgen kämpfende Bowden den finanziellen Verlockungen der Cyberwelt nicht widerstehen.

## Produktion
2019 wurde die Besetzung bekannt gegeben, die Hauptrollen übernahmen Jason Clarke und Nick Robinson, die Regie Tiller Russell, der auch das Drehbuch schrieb.

## Veröffentlichung
Im Dezember 2020 erwarb Lions Gate Entertainment die US-Vertriebsrechte an dem Film, der Kinostart erfolgte am 19. Februar 2021. In Deutschland ist das Erscheinungsdatum der 15. April 2021.

## Hintergrund
Der Film basiert auf dem Leben von Ross Ulbricht, dem Gründer und Erstbetreiber des von 2011 bis 2013 existierenden Darknet-Markts Silk Road.

## Rezeption
Bei Rotten Tomatoes hat der Film eine Zustimmungsrate von  52 Prozent, basierend auf 63 Kritiken, mit einer durchschnittlichen Bewertung von 5.70/10. Bei Metacritic hat der Film eine Punktzahl von 41/100, basierend auf 11 Kritiken, was auf „allgemein durchschnittliche Kritiken“ hinweist.